# Giulio Camber Barni
(Giani Stuparich, Trieste nei miei ricordi, 1948)
Giulio Camber Barni (Trieste, 23 dicembre 1891 – Albania, 24 novembre 1941) è stato un poeta, avvocato e militare italiano.
È noto soprattutto per le proprie poesie di guerra, pubblicate nelle due raccolte La buffa (1935) e Anima di frontiera (1966).
È padre di Irene Camber, campionessa olimpionica di scherma, e nonno del sottosegretario della Marina Mercantile Giulio Camber.

## Biografia
Giulio Camber nasce a Trieste il 23 dicembre 1891. Alle elementari è compagno di scuola di Giani Stuparich e, dopo aver frequentato il ginnasio a Trieste, si iscrive alla facoltà di giurisprudenza e filosofia presso l'Università di Vienna. Allo scoppio della prima guerra mondiale è coscritto nell'esercito austro-ungarico, da cui però diserta. Fugge in Italia, assume il cognome Barni e si arruola volontario nel 2º Reggimento fanteria dell'esercito italiano a Udine. Durante la guerra raggiunge il grado di capitano e riceve la croce di guerra, una medaglia d'argento (a Oslavia, 3 novembre 1915) e una medaglia di bronzo (a Soupir, 4 ottobre 1918) al valor militare.
«Camber!» esclamai. «Sì, Camber, — disse e si drizzò, — Giulio Barni (era il suo nome di guerra), capitano dei mitraglieri, di professione avvocato». La figura tarchiata, la divisa trasandata, un piglio da soldataccio. E quella presentazione non era per nulla teatrale, ma come riportata al tono favoloso del mondo in cui eravamo stati fanciulli insieme, e soltanto un poco sostenuta d'ironia.»
(Giani Stuparich, Trieste nei miei ricordi, 1949)
Dopo la guerra si reca a Napoli, dove si laurea in giurisprudenza presso l'Università Federico II; tornato a Trieste, esercita la professione di avvocato. Contribuisce all'Associazione nazionale combattenti e alla Compagnia volontari giuliani e dalmati. Fra il 1920 e il 1921 pubblica in 12 puntate sul periodico L'emancipazione le proprie poesie di guerra, sotto il titolo La buffa. Le liriche sono pubblicate in un unico volume dal poeta Virgilio Giotti nel 1935; la raccolta è però sequestrata dal prefetto di Trieste Carlo Tiengo per motivi politici. Nel 1938 Barni è richiamato alle armi per un corso di aggiornamento, in seguito al quale è promosso maggiore.
All'inizio della seconda guerra mondiale è inviato come giudice militare a Bologna, ma non se la sente di giudicare i soldati. Chiede perciò di essere inviato al fronte e combatte in Albania con le divisioni "Pinerolo" e "Ferrara". È poi nominato comandante del 6º Battaglione Guardia alla frontiera di Coriza. Muore il 24 novembre 1941, in seguito a una caduta da cavallo. Nel 1950 Mondadori ripubblica La buffa con una lunga prefazione di Umberto Saba e nel 1966 è pubblicata una raccolta di poesie composte da Barni fra il 1912 e il 1915, sotto il titolo Anima di frontiera.

## Opere
- La buffa, Trieste, Stabilimento tipografico mutilati, 1935.
- Anima di frontiera, Milano, All'insegna del pesce d'oro, 1966.
- La buffa e altre poesie, edizione critica a cura di Lorenzo Tommasini, Trieste, La libreria del Ponte Rosso, 2017.